# 小沔镇
小沔镇，中国重庆市合川区下属的一个镇，小沔镇始建于民国20年(1931年)，依山傍水，位于渠江东岸，地处重庆市合川区东部，东与华蓥山南麓紧紧相接，南与狮滩镇接壤，西拥渠江，北与双槐镇相邻，距合川城区59公里。全镇幅员面积66.7平方公里，其中耕地2067.3公顷，林地1758.67公顷，森林覆盖率38.6%。
全镇辖14个村，1个社区居委会。总人口37660人，其中农业人口31448人，非农业人口6112人，人口密度为551人每平方公里。场镇面积0.8平方公里。全镇有较为丰富的煤炭、矿泉水、粘土矿、石灰石、页岩、森林、河沙等自然资源。
現轄小沔社區、鼎罐村、硝硐村、盛泉村、竹灣村、斑竹村、大井村、娑羅村、大堡村、道角村、大沔村、石窩村、金土村、橫樑村、李灣村。

## 沿革
- 光緒三十二年(1906年)，小沔溪屬沔匯鄉，大沔溪屬仁壽鄉。
- 民國20年，為小沔鎮。
- 民國30年，改為小沔鄉。
- 1952年4月9日，分原三區安全鄉一半設立大沔鄉。
- 1953年3月，分小沔鄉一、二、三村建立小沔鎮。
- 1958年9月，小沔鎮、大沔鄉併入小沔公社。
- 1962年8月，由響水公社一個大隊、小沔公社5個大隊分置八角公社，復置大沔公社。
- 1965年5月，小沔公社分出街區恢復小沔鎮。
- 1984年6月，小沔鄉併入小沔鎮，設4個居民委員會。轄荒院、鼎罐、硝洞、磨盤、搽耳、大井、娑羅、小濺、金銀、羅埡、土城11個村。
- 1992年，大沔鄉併入獅灘鄉，1993年析復鄉。
- 1993年，八角鄉（八角、石窩、渾河、竹灣、斑竹、盛泉、斜石7個村）併入。
- 1997年，小沔鎮轄荒院、鼎罐、硝洞、磨盤、搽耳、大井、娑羅、小濺、金銀、羅埡、土城、八角、石窩、渾河、竹塆、班竹、盛泉、斜石18個行政村和慈竹塆、中碼頭、王家場、下河街4個居委會。
- 2001年6月5日，將原大沔鄉所轄8個村委會（道角、麟鳳、大沔、普賢、包嶺、大堡、瓦房、龍盤8個村），1個居委會，面積17.56平方公里，8743人（其中非農業人口243人），劃歸小沔鎮管轄，小沔鎮共轄26個村委會，4個居委會，總面積57.81平方公里，總人口33046人，其中非農業人口4402人。小沔鎮政府駐小沔溪。
- 2006年2月23日，將淶灘鎮的李灣村、橫樑村劃給小沔鎮。調整後，小沔鎮幅員面積66.31平方公里，轄14個村委會，2個居委會。